# Totò cerca moglie
Totò cerca moglie (Brasil: Uma Esposa para Totó) é um filme italiano de 1950, dirigido por Carlo Ludovico Bragaglia.

## Sinopse
A tia Agata, que vive na Austrália, preocupa-se com a vida boémia do seu sobrinho Totò, um escultor que vive em Roma, e faz planos para o casar com a sua pupila, Adelina. Para isso envia-lhe uma carta com a fotografia da jovem, anuncia a sua decisão e a sua intenção de o visitar em breve. Mas a foto é de uma mulher muito feia e Totò tem que escolher entre um casamento desastroso ou perder a herança da tia. Um amigo sugere-lhe casar antes da chegada do monstro e assim Totò parte em busca de uma esposa e mete-se em várias complicações... até se esclarecer o mal-entendido da foto, que afinal não é a de Adelina.

## Elenco
- Totò: Totò
- Mario Castellani: Castelluccio
- Aroldo Tieri: Pippo
- Ave Ninchi: tia Agata
- Elvy Lissiak: Teresa